# Rafael (ur. 1984)
Rafael, właśc. Alberto Rafael da Silva (ur. 24 marca 1984 w Araraquara) – brazylijski piłkarz, występujący na pozycji bramkarza.

## Kariera klubowa
Rafael rozpoczął piłkarską karierę w  klubie Sociedade Matonense w 2000 roku. W 2005 roku grał w rezerwach SE Palmeiras. Rok 2006 spędził w EC São Bento, a 2007 w Bragantino, CA Taquaritinga oraz Internacional Limeira.
Rok 2008 rozpoczął w Itumbiarze, po czym przeszedł do pierwszoligowego CR Vasco da Gama, z którym przeżył gorycz spadku do drugiej ligi.
Od 3 lutego 2009 Rafael jest zawodnikiem Fluminense FC, gdzie pełni role trzeciego bramkarza. We Fluminense 2 sierpnia 2009 w przegranym 0-1 meczu z Athletico Paranaense zadebiutował w lidze brazylijskiej. W 2010 roku zdobył z Fluminense mistrzostwo Brazylii. W tym sezonie Rafael Berna wystąpił w 13 spotkaniach. Dotychczas rozegrał w lidze brazylijskiej 43 mecze. W sezonie 2011 Rafael został wypożyczony do pierwszoligowego Atlético Goianiense.